# Thierry Cabrera
Thierry Cabrera, né le 5 juin 1964 à Namur, est un pongiste belge.

## Biographie

### Carrière sportive
Né à Namur le 5 juin 1964, Thierry Cabrera grandit à Jemeppe-sur-Sambre. Son père, Jean Cabrera, était entraîneur de basket-ball en première division belge avec l'Amicale Salzinnoise à la fin des années 50. Thierry Cabrera commence le tennis de table à l'âge de sept ans dans le club de sa commune, le Jemclub, avant de rejoindre plus tard la Palette Ham avec qui il remporte, à l'âge de quatorze ans, la Superdivision lors de la saison 77-78.
En 1983, Cabrera est champion de Belgique en simple pour la première fois avant de l'être à nouveau en 1990 et en 1991. Il est également champion de Belgique en double messieurs à onze reprises et en double mixte à deux reprises entre 1981 et 1999.
En 1991, il fait partie de l'équipe de Belgique qui atteint la quatrième place aux Championnats du monde à Chiba au Japon aux côtés de Jean-Michel Saive, Philippe Saive, Frédéric Sonnet et Remo De Prophetis. En 1994, il obtient la médaille de bronze à la Coupe du monde par équipes à Nîmes avec Andras Podpinka (en), Philippe Saive et Frédéric Sonnet.
Cabrera a joué dans un grand nombre de clubs dans différents pays d'Europe au cours de sa carrière. Après un passage à Levallois, il rejoint, en 1984, le DJK Käfertal, club allemand de seconde division. En 1990, il quitte le club français de Saint-Maur pour rejoindre le Borussia Düsseldorf en Bundesliga. Aux côtés de Steffen Fetzner et de Jörg Roßkopf, il est champion d'Europe en 1991 en battant en finale les français de Levallois emmenés par Jean-Philippe Gatien. Menés 5-1 au match aller, ils l'emportent 5-0 au retour à Düsseldorf. Ils conservent leur titre l'année suivante en battant l'ATSV Sarrebruck en finale.
En 1992, il revient en Belgique au Royal CTT Mouscron puis rejoint la saison suivante La Villette Charleroi. Avec Jean-Michel Saive et Zoran Primorac, il atteint la finale de la Coupe d'Europe lors de ses trois saisons au club. En 1994, il la remporte face à son ancien club de Düsseldorf. La saison suivante, les joueurs de Charleroi perdent face à Levallois mais prennent leur revanche en 1996 en gagnant contre les Levalloisiens.
Cabrera rejoint en 1996 le FC Bayreuth (de) puis en 1997 le club autrichien du TTV Hornstein avec qui il est pour la cinquième fois champion d'Europe en 1999 avec Werner Schlager, Chen Weixing et Kalínikos Kreánga. Il remporte également la TT Intercup en 1998. En 2003, il rejoint Hennebont avant de prendre sa retraite sportive en 2005.
La meilleure place de Cabrera au classement mondial était la 32e place en 1992. Il fut également classé numéro 3 européen et A1 en Belgique en 1984. Il compte à la fin de sa carrière 278 sélections avec l'équipe nationale de Belgique.
En 2006, il devient entraîneur de l'aile flamande de tennis de table qu'il quitte en 2012. Il a également entraîné le TT Vedrinamur.